# Ettore Scola
Ettore Scola (ur. 10 maja 1931 w Trevico, zm. 19 stycznia 2016 w Rzymie) – włoski reżyser i scenarzysta filmowy.

## Życiorys
Jako scenarzysta Scola zadebiutował w 1952 podczas prac nad filmem Canzoni di mezzo secolo. W 1964 roku wyreżyserował swój pierwszy film Porozmawiajmy o kobietach. 
Był wielokrotnie nominowany do najważniejszych europejskich nagród filmowych. Był m.in. zdobywcą nagrody za reżyserię na 29. MFF w Cannes za film Odrażający, brudni, źli (1976) oraz Cezara za film Bal (1983).
Przewodniczył jury konkursu głównego na 41. MFF w Cannes (1988) oraz na 55. MFF w Wenecji (1998).

## Filmografia

### Reżyser
Film fabularny
- 1964: Porozmawiajmy o kobietach
- 1965: Koniunktura
- 1966: Zakochany diabeł
- 1968: Czy nasi bohaterowie zdołają odszukać przyjaciela zaginionego tajemniczo w Afryce?
- 1969: Komisarz Pepe
- 1970: Dramat zazdrości
- 1971: Pan pozwoli, Rocco Papaleo
- 1972: Kraksa
- 1974: Tacy byliśmy zakochani
- 1976: Odrażający, brudni, źli
- 1977: Nowe potwory
- 1977: Szczególny dzień
- 1980: Taras
- 1981: Miłosna pasja
- 1982: Noc w Varennes
- 1983: Bal
- 1985: Makaroniarze
- 1987: Rodzina
- 1989: Która godzina?
- 1989: Splendor
- 1990: Kapitan Fracasse
- 1995: Opowieść o ubogim młodzieńcu
- 1998: Kolacja
- 2001: Nieuczciwa konkurencja
- 2003: Rzym i rzymianie

Film dokumentalny
- 2001: Un altro mondo è possibile[a]
- 2002: Lettere dalla Palestina[b]
- 2013: Che strano chiamarsi Federico![c]